# 4037 Ikeya
4037 Ikeya è un asteroide della fascia principale. Scoperto nel 1987, presenta un'orbita caratterizzata da un semiasse maggiore pari a 2,7735272 au e da un'eccentricità di 0,1588852, inclinata di 8,45146° rispetto all'eclittica.
L'asteroide è dedicato all'astronomo amatoriale giapponese Kaoru Ikeya.